# Retrat de Matilde Rouvière
Retrat de Matilde Rouvière és una pintura a l'oli sobre tela del pintor català Carles Pellicer i Rouvière que actualment forma part de la col·lecció de la Fundació Municipal Joan Abelló a Mollet del Vallès.

## Context històric i artístic
→ Llegiu l'article principal sobre Carles Pellicer i Rouviere.
Carles Pellicer i Rouvière, autor de l'obra, va néixer el 1865 a Barcelona, on va iniciar els seus estudis a la Llotja, i cap al 1888 va decidir anar a estudiar a l'Académie Julian a París. El 1905 va tornar a la capital comtal per establir-se definitivament, on es va especialitzar en el gènere del retrat i va viure fins a la seva mort el 1959. La pintura data del 1890, any en què el jove Pellicer era alumne de William-Adolphe Bouguereau a l'Académie Julian.
Matilde Rouvière fou la mare de Carles Pellicer, una dona culta i refinada que pertanyia a una família benestant i formava part de l'alta societat de la Barcelona de finals del segle xix i principis del XX. Era germana del prestigiós enginyer Lluís Rouvière i Bula, qui va ser delegat i membre del comitè organitzador de l'Exposició Universal de Barcelona el 1888. Es va casar amb Manuel Pellicer, capità de la marina mercant, però va enviudar molt jove.
| «                            | La mare d’en Carles Pellicer era d’origen francès. Es deia Matilde Rouvière, i era una gran dama. Culta, sensible i intel·ligent. Es va casar molt jove amb un capità de la marina mercant, anomenat Manuel Pellicer. La família d’ella s’hi oposava, doncs la salut del seu futur marit era molt feble. Ells dos ja es coneixien de la infància i sembla que s’havien conjurat a unir les seves vides, en una mena de promesa adolescent, gairebé infantil, amb tot el sabor romàntic de l’època | » |
| — Joan Abelló, L’hora del te | |   |

Carles Pellicer pinta i dibuixa en diverses ocasions a la seva mare, segurament la dona i persona més important de la seva vida, a la que enyorava quan estudiava a París, i a la que sempre venerava i admirava. No és d'estranyar doncs, que a la col·lecció Abelló trobem més pintures on la retratada és Matilde Rouvière, així com abundant correspondència entre mare i fill.
| « | "Al tomar posesión de mi cuarto 56 he tenido una depresión inmensa, pues se me borró toda idea de fondo, creía estar en mi casa, encontrarte a ti cuando he colgado el paraguas al soporte de la cortina como teníamos costumbre." | » |
| — Carta escrita per Carles Pellicer des de París i dirigida a la seva mare. Sense data, Fons de la Biblioteca de Catalunya, col·lecció d’autògrafs Ramon Borràs. | |   |

La representació de la figura femenina a les obres de Pellicer és força recurrent: dones idealitzades, al·legories, figures mitològiques... a l'estil academicista de Bouguereau; més endavant retrataria a molts membres de famílies burgeses catalanes. De la mateixa manera, el tractament detallat dels vestits i les robes a les pintures de l'artista, desvela l'especial interès que tenia vers la moda. De fet, a la col·lecció Abelló és conserven nombrosos dibuixos on es representen figurins vestits a la moda de l'època, on queda palès l'habilitat de l'artista com a dibuixant, fent un us magistral de traços nets i ràpids que capten les formes dels tocats, corbes dels vestits i contorn de les figures amb ombrel·les o vanos.
L'entusiasme de Pellicer per la indumentària no només queda palès en els seus dibuixos i retrats, sinó també a les cartes a la seva mare, on llegim com el pintor l’aconsellava com havia de fer-se els vestits, especificant detalladament les formes, els plecs, els ornaments i els colors que havien d’adoptar les robes:
| « | Hazme el favor de hacerte un traje negro princesa. (...) Para mi entender me lo confeccionaría como el negro solo abierto hasta la cintura así de los picos ha de haber cuatro y sale un pequeño ribete de raso creo que es muy chic (...) de la falda los pliegues son también de raso y quiero decir los de detrás. Hazte este traje que resulta monísimo y hazlo de un pañete muy bueno. | » |
| — Carta de Pellicer dirigida a la seva mare, Fons de la Biblioteca de Catalunya, col·lecció d’autògrafs Ramon Borràs. | |   |

## Descripció
L'obra ens presenta un retrat d'una dona imponent, Matilde Rouvière, lleugerament de mig perfil que mira directament l'espectador amb el cap certament inclinat i una expressió de tendresa maternal. Du el cabell arrissat recollit amb una mena de cinta, porta dos collarets, un més llarg i un altre més curt, i una polsera a la mà esquerra. Vesteix un vestit llarg amb plecs de color rosa i la part de les espatlles i de les mànigues són de volants i d'un color més ocre amb acabats daurats. Els braços els té estirats als costats i sosté un ventall entreobert amb ambdues mans, també ricament decorat.
La figura està dreta en un interior amb un fons neutre on únicament es veuen unes cortines llargues i d'un sol color, donant així tot el protagonisme a la figura central. Les robes que vesteixen l'interior de la cambra tenen una fina decoració floral que vol evocar un sumptuós interior. La minuciositat i el detall de les robes, el vestit, el tocat, les joies, el vano, etc., volen mostrar el preciosisme i riquesa de les famílies de l'alta burgesia, com era el cas de la família Rouvière.

## Història de l'obra
El Retrat de Matilde Rouvière és una obra que pertany al fons del Museu Nacional d'Art de Catalunya, gràcies a la donació de la família Bertrand, i que actualment està en dipòsit al Museu Abelló per un període de deu anys.

## Exposicions
L'obra ha estat exhibida a les següents exposicions:
- Entre Salons. Granados & Pellicer, Museu Abelló. Mollet del Vallès, 26/11/2016 - 30/04/2017
- L'art modern a la col·lecció Abelló s.XIX-XX. Renovació 2018, Museu Abelló. Mollet del Vallès, 20/05/2018